# Leandro de Saralegui Medina
Leandro de Saralegui y Medina (Tui, Pontevedra, Galícia, 30 de juny de 1839 — Ferrol, Corunya, Galícia, 6 d'octubre de 1910), fou un marí, filòleg, historiador, arqueòleg i acadèmic gallec, fill del marí i publicista Leandro de Saralegui y Fernández-Núñez, germà del marí, filòleg, historiador i acadèmic Manuel de Saralegui y Medina, oncle del marí i sociòleg Alfredo de Saralegui y Casellas i avi de l'historiador de l'art i erudit Leandro de Saralegui y López-Castro.

## Biografia

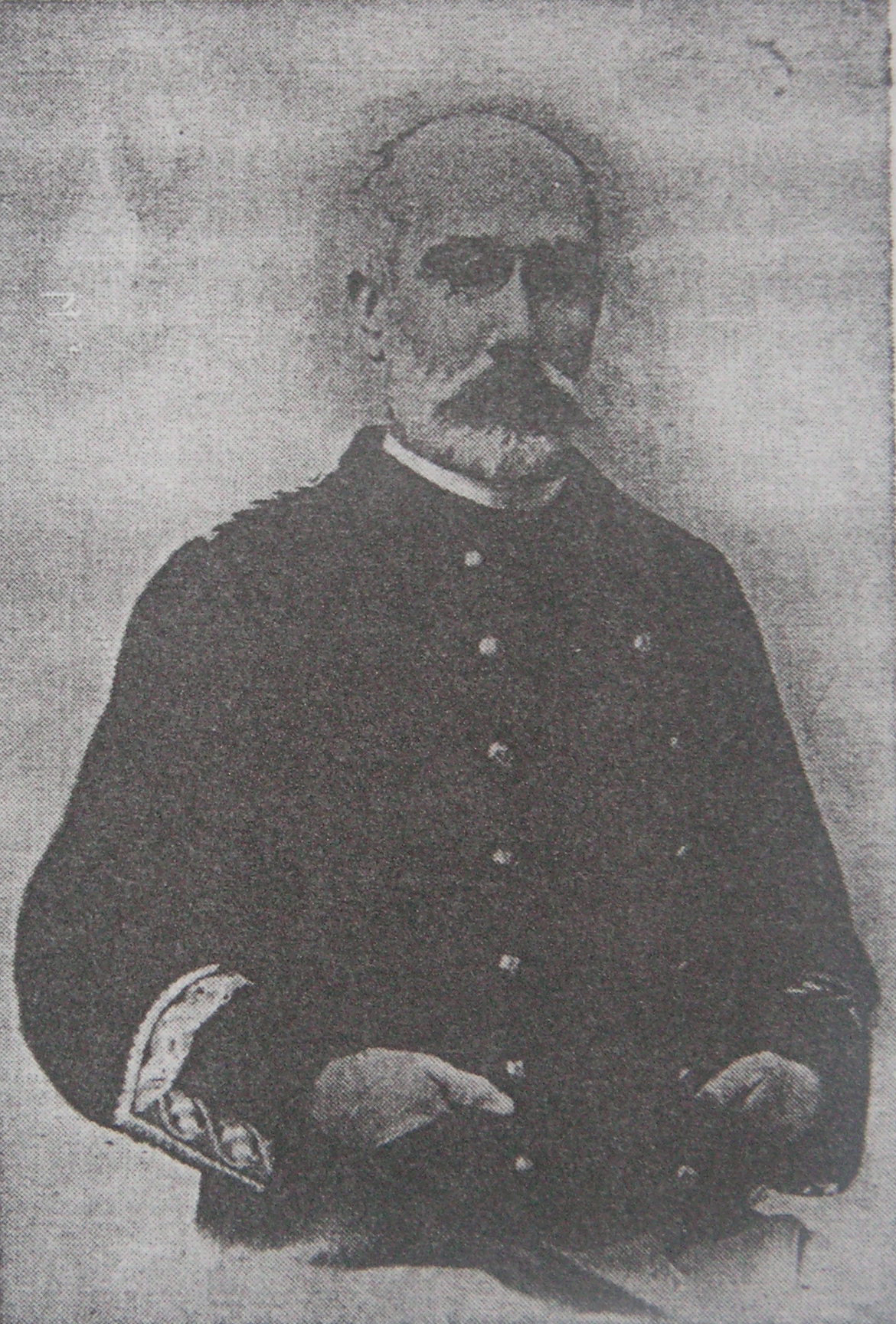
Leandro de Saralegui y Medina (Ferrol, ca. 1892).

Intendent general de Marina, fill de l'intendent Leandro de Saralegui y Fernández-Núñez (Ferrol, 1814 - 1893) i germà de l'intendent general Carlos de Saralegui y Medina (Ferrol, 1843 - Madrid, 1912), pare del marí i sociòleg Alfredo de Saralegui y Casellas (Ferrol, 1883 - Madrid, 1961), fundador del Instituto Social de la Marina, la seva figura representa la vocació naval administrativa del Cos d'Intendència de l'Armada Espanyola i l'impacte social del seu academicisme. Fundador de l'Acadèmia d'Administració de Marina de Ferrol, l'any 1854, seguint la tradició familiar, va ingressar com a oficial en el Cos d'Intendència de l'Armada, on fou successivament ordenador de l'Arsenal de Ferrol, director de les Acadèmies d'Administració Naval, interventor del Departament de Cadis i de la Posta de Marina de les Filipines, intendent de Ferrol i intendent general de Marina. Acadèmic fundador de la Real Academia Galega, fou també corresponent de la Reial de la Història, membre de la Societat Arqueològica de Pontevedra i de les Societats Econòmiques d'Amics del País de Madrid, Cartagena i Manila (Filipines).
Figura fonamental, juntament amb Manuel Martínez Murguía i José Villaamil y Castro, del desenvolupament de l'arqueologia vuitcentista a Galícia, la seva obra escrita, molt diversa, reflecteix el seu compromís cultural amb la societat de l'època i pot agrupar-se en tres grans blocs: les publicacions professionals de Marina no específiques del seu cos, les publicacions dedicades a la història i l'arqueologia de Galícia en general i de Ferrol en particular i els treballs periodístics. Distingit amb la gran creu del Mèrit Naval, va rebutjar la gran creu d'Alfons XII. Fou declarat fill adoptiu de Ferrol, on té dedicat un carrer.

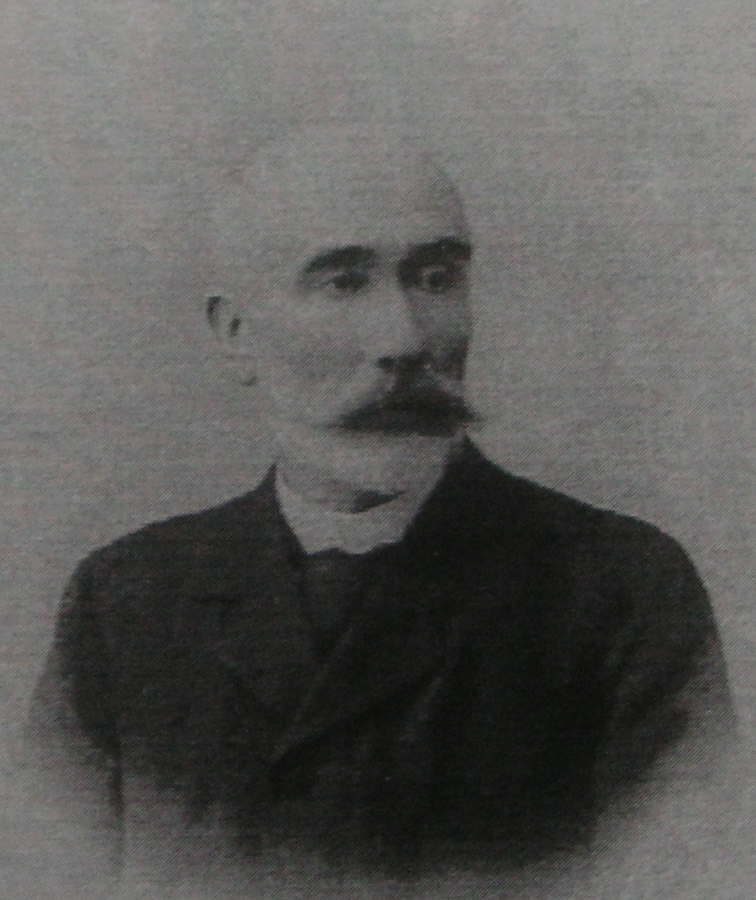
Leandro de Saralegui y Medina (Ferrol, ca. 1907).

## Obres destacades

### Autor
- Historia del Cuerpo Administrativo de la Armada (1867). Ferrol: Impresor Ricardo Pita.
- Estudios sobre la época céltica en Galicia (1867). Ferrol: Nicasio Taxonera.
- Tratado de economía política (1870). Ferrol: Impresor Ricardo Pita.
- Pueblos lacustres. Estudios de arqueología prehistórica (1871). Coruña: La Concordia.
- Galicia y sus poetas (1886). Ferrol.
- Estudios sobre Galicia (1888). Coruña: Imprenta d'Andrés Martínez Salazar
- Los hospitales de Marina (1889). Ferrol.
- «La cuestión obrera en Galicia» (1893). Galicia, 8, 449-460
- Los Arsenales de Estado (1896). Ferrol.
- Del Monte de Ancos (1898). Ferrol: Imp. de Hijos de R. Pita.
- Informe sobre el convento de Santa Catalina de Montefaro (1900). Ferrol: Imprenta de Hijos de R. Pita.
- La futura historia de Ferrol (1901). Lugo: Tip. de Juan A. Menéndez.
- Del estado de las personas en Ferrol durante la Edad Media (1902). Ferrol: Imprenta de Hijos de R. Pita.
- El feminismo en Galicia. Sobre una mujer que sirvió como grumete en la Armada a fines del siglo XVIII (1902). Lugo.
- Efemérides ferrolanas. Apuntes para la historia de Ferrol y sus cercanías (1904). Madrid: Imprenta del Ministerio de Marina.
- La protesta de Pedro Padrón. Discurso leído en La Coruña el día 30 de setembre de 1906 en la solemne inauguración de la Real Academia Gallega (1906). Ferrol: Imprenta de El Correo Gallego.
- Ardobrica. Estudio de geografía histórica (1908). Ferrol: Imprenta de El Correo Gallego.
- «Libunca. Estudio histórico» (1909). Almanaque de Ferrol, 1910, 156-168.

## Honors i distincions
- Gran Creu de l'Orde del Mèrit Naval
- Fill adoptiu de Ferrol